# Donnersberg
De Donnersberg is de hoogste berg van de Duitse regio Palts. Het bergmassief ligt tussen de steden Rockenhausen en Kirchheimbolanden, in het bestuurlijk district Donnersbergkreis (dat vernoemd is naar de berg). De snelweg A63 loopt langs de zuidkant van het bergmassief. De Europese wandelroute E8 loopt over de berg heen.
Het hoogste punt van de Donnersberg is de Königstuhl ("koningsstoel") op 687 meter boven zeeniveau. De berg heeft een diameter van ongeveer 7 kilometer en beslaat een gebied van zo'n 2400 hectare. Het ontstond door vulkanische activiteit tijdens het Perm, in de overgangsperiode tussen het onder- en boven-Rotliegend.
De naam Donnersberg verwijst waarschijnlijk naar de Germaanse dondergod Donar, wat ook de Latijnse benaming Mons Jovis (naar de Romeinse dondergod Jupiter) lijkt te bevestigen. Volgens andere theorieën is de naam afgeleid van het Keltische dunum, dat "berg" betekent, of van de naam van een Keltische godheid, Taranis.
Tijdens de La Tène-periode, rond 150 v.Chr., werd een belangrijke vestiging (oppidum) van de Kelten op de berg gebouwd. Een deel van de muur (Keltenwall) rond deze vestiging is herconstrueerd. Er vinden ook archeologische opgravingen plaats bij deze Keltische plaats.
In de middeleeuwen werden vijf kastelen rond de strategisch gelegen berg gebouwd, Tannenfels, Wildenstein, Hohenfels, Falkenstein en Ruppertsecken. Van deze kastelen zijn nog ruïnes blijven staan.
Ongeveer 900 meter ten oosten van de rots Königstuhl ("koningsstoel"), het hoogste punt van de Donnersberg, werd in 1864-65 de 27 meter hoge Ludwigsturm ("Lodewijkstoren") gebouwd. Na de Tweede Wereldoorlog werd een zendmast voor de grootste Amerikaanse radiozender in West-Europa op de Donnersberg geplaatst. Begin jaren 1960 werd een ruim 200 meter hoge radio- en televisietoren op de berg geplaatst.
De Donnersbergbahn is een spoorlijn van Alzey naar Kirchheimbolanden.
|  |